# デニス・コンプトン
デニス・チャールズ・スコット・コンプトン, CBE（英: Denis Charles Scott Compton, CBE、1918年5月23日 - 1997年4月23日）は、イングランド出身のクリケット選手。